# توماس کوک ایرلاینز اسکانیدناویا
توماس کوک ایرلاینز اسکانیدناویا (به انگلیسی: Thomas Cook Airlines Scandinavia) یک شرکت هواپیمایی با کد یاتا DK است که در ۲۰۰۸ میلادی تأسیس شده‌است. دفتر مرکزی توماس کوک ایرلاینز اسکانیدناویا در کپنهاگ، دانمارک واقع شده‌است و به ۳۸ مقصد، پرواز انجام می‌دهد.